# 沃绍尔尧
沃绍尔尧，是匈牙利沃什州所辖的一个村，总面积11.24平方公里，总人口320，人口密度28.5人/平方公里（2010年1月1日）。